# Acleris gloveranus
Acleris gloveranus is een vlinder uit de familie van de bladrollers (Tortricidae). De wetenschappelijke naam van de soort is voor het eerst geldig gepubliceerd in 1879 door Walsingham.
De voorvleugellengte van de vlinder is 8 tot bijna 10 millimeter. De gele eitjes zijn ovaal en meten 0,5 bij 0,9 millimeter. De rups is geelgroen tot lichtgroen met een donkerbruine tot zwarte kop en donkerbruine propoten. De rups bereikt een maximale lengte van 11 tot 15 millimeter. De pop is 7 tot 9 millimeter lang en een kleine 2 millimeter breed, donkerbruin van kleur met groene doorschijning ter hoogte van de vleugels. De rupsen kunnen flinke schade aan de bomen veroorzaken. De aantallen A. gloveranus blijken toe te nemen na periodes van minder regenval.
De levenscyclus wordt verondersteld veel te lijken op die van Acleris variana. De soort gebruikt vooral de westelijke hemlockspar (Tsuga heterophylla) als waardplant, maar ook soorten spar (Picea), zilverspar (Abies) en de douglasspar (Pseudotsuga menziesii) worden gebruikt.
De soort komt voor in het westen van Noord-Amerika. 